# Museo civico di Asolo
Il Museo civico  di Asolo è collocato nel Palazzo della Ragione, costruito nel XV secolo, e nell'annesso Vescovado.

## Storia
Il primo nucleo delle collezioni museali si forma agli inizi del XIX secolo grazie i lasciti di Bartolomeo Fietta, Domenico Manera e Giovanni Battista Sartori, fratellastro dello scultore Antonio Canova. Istituito ufficialmente alla fine del secolo ed arricchito dalle donazioni di Andrea Manera e Pacifico Scomazzetto, trova sede nell'allora sala municipale della Loggia della Ragione. 
Numerosi sono stati anche gli incrementi nel corso del Novecento: in particolare carteggi ed oggetti di scrittori ed artisti che dimorarono ad Asolo in quegli anni.

## Sezioni

### Sezione Archeologica
Raccoglie materiali rinvenuti sia nel centro di Asolo, sia nel territorio, databili dalla Preistoria al Rinascimento.
In particolare si possono menzionare i corredi delle necropoli paleovenete della località asolana del Biordo e di Borso del Grappa, i reperti romani scoperti nell'800 da Pacitico Scomazzetto durante gli scavi delle antiche terme e presso il teatro romano, manufatti dalle necropoli romane cittadine e da tombe rinvenute a Riese Pio X, ad Altivole e a Fonte, materiali di età medioevale rinvenuti negli scavi condotti nella Rocca (in particolare il mosaico della zona a

### Pinacoteca
È questa la sezione maggiormente accresciuta grazie ai lasciti avvicendatisi dall'Ottocento ad oggi. Tra i dipinti più importanti il San Girolamo di Luca Giordano, Sant'Antonio da Padova di Bernardo Strozzi, un'Immagine di Vecchia di Antonio Carneo e soprattutto le due Capricci di Bernardo Bellotto: Capriccio con ruderi di un tempio romano sulla laguna e Capriccio con arco di trionfo in rovina sulla riva della laguna. Una sala è stata dedicata ai dipinti e agli oggetti canoviani (una tempera del Canova raffigurante la musa Euterpe, la Veduta della bottega romana del Canova opera di Roberto Roberti, una serie di incisioni della stessa). Per quanto riguarda autori della fine dell'Ottocento e del Novecento si possono ricordare le opere di Eugene Benson, Nino Springolo, Umberto Moggioli e Guglielmo Talamini.

### Tesoro della Cattedrale
Il museo conserva alcuni paramenti sacri patrimonio della Cattedrale asolana, oggetto di particolari attenzioni e privilegi a partire da Caterina Cornaro fino a vari papi, tra cui Pio X, Giuseppe Sarto, che fu qui cresimato e ricevette da chierico i primi Ordini Sacri.

### Sezione della regina Caterina Cornaro
La sezione dedicata a Caterina Cornaro conserva dipinti, documenti, disegni e oggetti relativi alla regina di Cipro. La collezione conta tra l'altro, oltre al cosiddetto Testamento di Caterina Cornaro a favore del fratello Marco, vari oggetti che la tradizione vuole appartenuti alla regina stessa.

### Sezione Eleonora Duse
La sala ospita alcuni cimeli dell'attrice Eleonora Duse, dati in deposito al Museo dalla figlia Enrichetta, di Gabriele D'Annunzio, e del poeta inglese Robert Browning.